# Muñana
Muñana és un municipi de la província d'Àvila, a la comunitat autònoma de Castella i Lleó.

## Demografia
| 1991 | 1996 | 2001 | 2004 |
| ---- | ---- | ---- | ---- |
| 572  | 586  | 569  | 535  |